# Sérgio Paes de Mello
Sérgio Paes de Mello, mais conhecido como Serginho (Santos, 26 de janeiro de 1944 — Santos, 2 de abril de 2020), foi um futebolista brasileiro, que atuava como atacante.

## Carreira
Serginho jogava pela Portuguesa Santista, onde iniciou a carreira e foi campeão do Campeonato Paulista da Primeira Divisão de 1964, quando chamou a atenção do Palmeiras, após jogar muito bem em uma partida contra o próprio Verdão em 1968, vencida pela Portuguesa por 4-2. Na época, Serginho também estudava jornalismo em Santos, mas, mesmo assim, seguiu para o time da capital no mesmo ano.
Ficou no Palmeiras até 1970, ganhando um Campeonato Brasileiro em 1969 e um Troféu Ramón de Carranza no mesmo ano. Pelo clube, Serginho fez 99 partidas (58 vitórias, 17 empates e 24 derrotas) e marcou 13 gols.
Após se aposentar, ele foi empresário em Santos.
Serginho faleceu no dia 2 de abril de 2020, após luta contra uma fibrose pulmonar.

## Títulos
Portuguesa Santista
- Campeonato Paulista - A2: 1964[4]

Palmeiras
- Campeonato Brasileiro: 1969
- Troféu Ramón de Carranza: 1969